# 六ツ美悠紀斎田お田植えまつり
六ツ美悠紀斎田お田植えまつり（むつみゆきさいでん おたうえまつり）は、愛知県岡崎市中島町で行われているお祭り。大正天皇即位時の大嘗祭悠紀斎田の田植えまつりを起源とする。岡崎市の無形民俗文化財に指定されている。

## 大嘗祭悠紀斎田
天皇の即位の礼の後に行われる大嘗祭において、儀式に用いる新米を収穫するための田を斎田（さいでん）という。斎田は東日本から1か所、西日本から1か所選ばれる。この2か所は京都を境に畿内5国（山城国・大和国・河内国・和泉国・摂津国）以外の国から選ばれるが、東日本の斎田を悠紀（ゆき）斎田と呼び、西日本の斎田を主基（すき）斎田と呼ぶ。
大正天皇即位後の1914年（大正3年）2月5日、宮中三殿で行われた亀卜により、悠紀の国郡（くにごおり）が愛知県、主基の国郡が香川県と定められた。愛知県は県下11郡の郡長に適地の調査を求め、それぞれの郡からあわせて11か所の候補地が挙がった。愛知県知事松井茂、愛知県立農林学校初代校長の山崎延吉らによる協議の結果、6か所にしぼられ、同年3月4日までの間に西春日井郡北里村大字小針（現・小牧市）、中島郡稲沢町大字稲沢（現・稲沢市）、碧海郡六ツ美村大字下中島（現・岡崎市）の3か所が最終候補地とされた。
上記3か所の報告を受けた宮内省および農商務省は同年3月6日、早川定之助の所有する六ツ美村大字下中島字上丸ノ内を悠紀斎田の地に決定した。なお西日本からは香川県綾歌郡山田村大字山田上（現・綾川町）が主基斎田に選ばれている。
六ツ美村ではただちに準備に入り、村民総出で斎田地にしめ縄をはりめぐらし道路の普請を行った。ところが同年4月11日、明治天皇の皇后である昭憲皇太后が崩御。このため即位の礼および大嘗祭は1年延期された。
1915年（大正4年）4月23日に播種（たねまき）、6月5日に田植えが行われる。同日の御田植祭は熱田神宮宮司を斎主として催行された。菅笠をかぶった早乙女20余名は男耕作者30余名と共に斎田に入り、太鼓の音と田植え唄に合わせて田植えをし、続いて田植え踊りを踊りながら退出した。六ツ美第三尋常高等小学校（現・岡崎市立六ツ美南部小学校）の校庭では三河萬歳が披露された。6月5日～7日の3日間で7万人あまりの人々が集まったと言われている。
同年10月16日、新穀1石（白米、150kg）は京都御所内の宮内省京都出張所に供納された。11月10日に大正天皇即位の礼が京都御所紫宸殿で行われ、11月14日に大嘗祭・悠紀殿供饌（ぐぜん）ノ儀が行われた（主基斎田の大嘗祭は翌11月15日に行われた）。

## ギャラリー

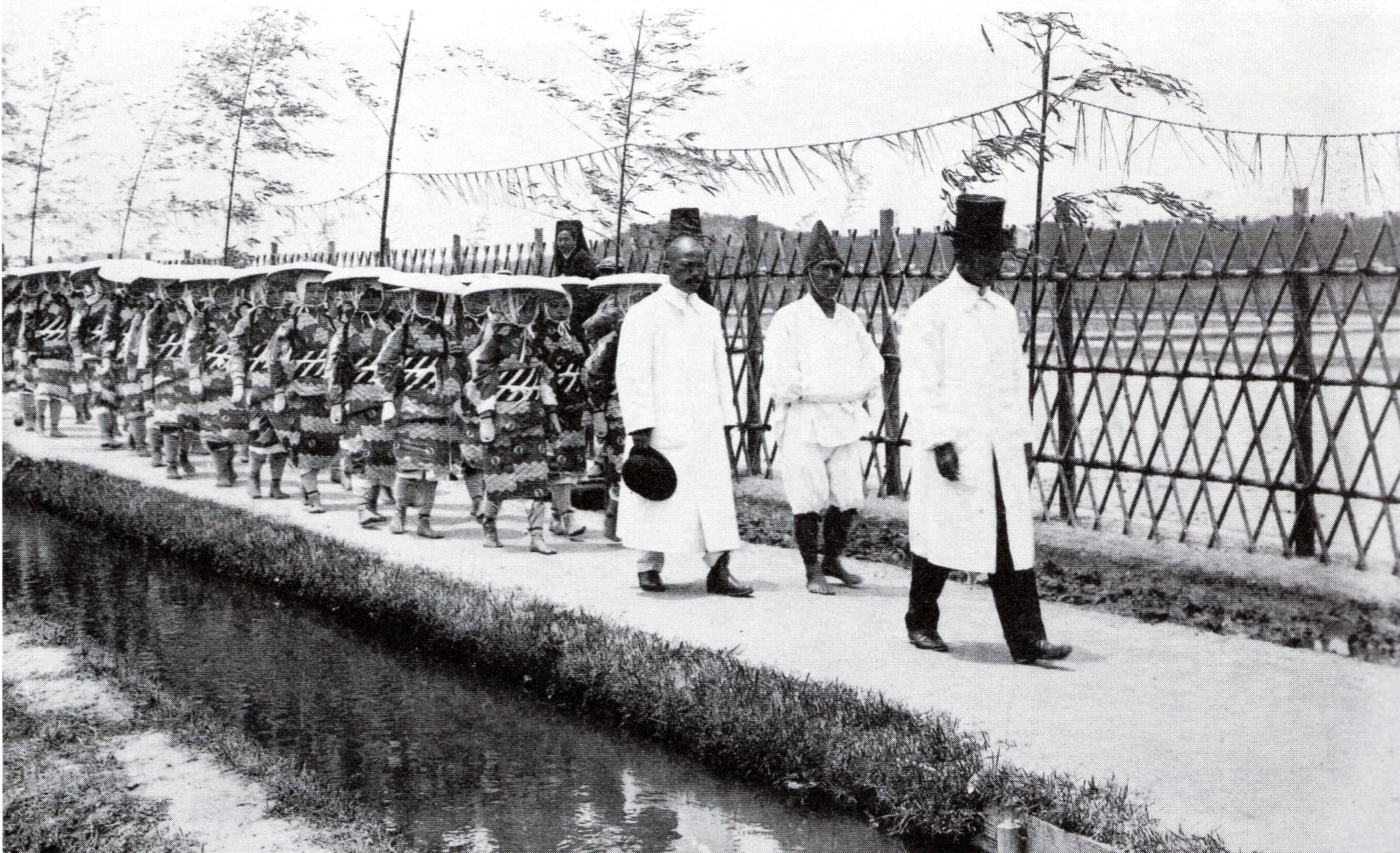
1915年6月5日。斎田に向かう早乙女たち。
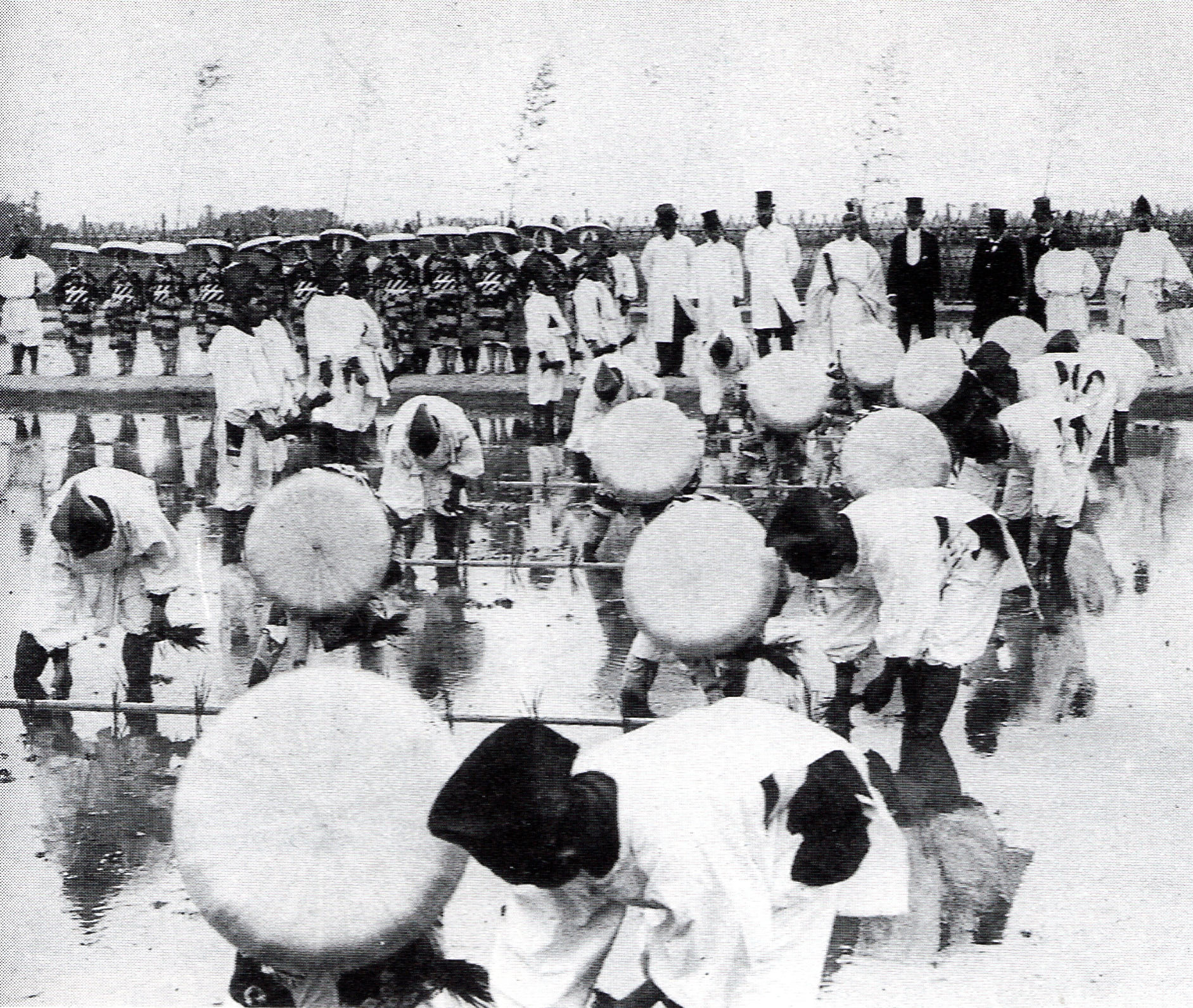
同年6月5日。植え付けを行う早乙女と耕作者[9]。
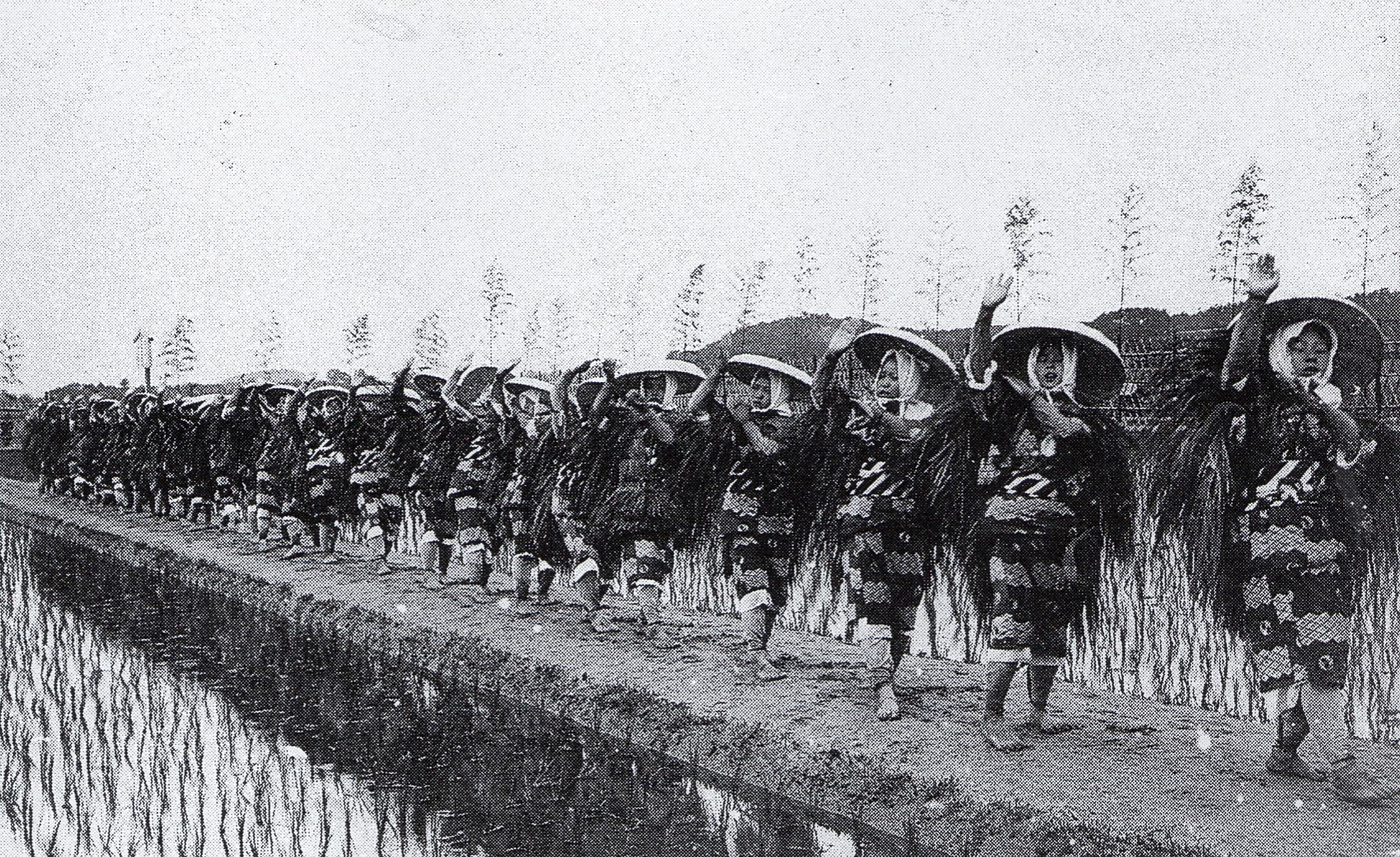
同年6月7日。お田植え踊り。
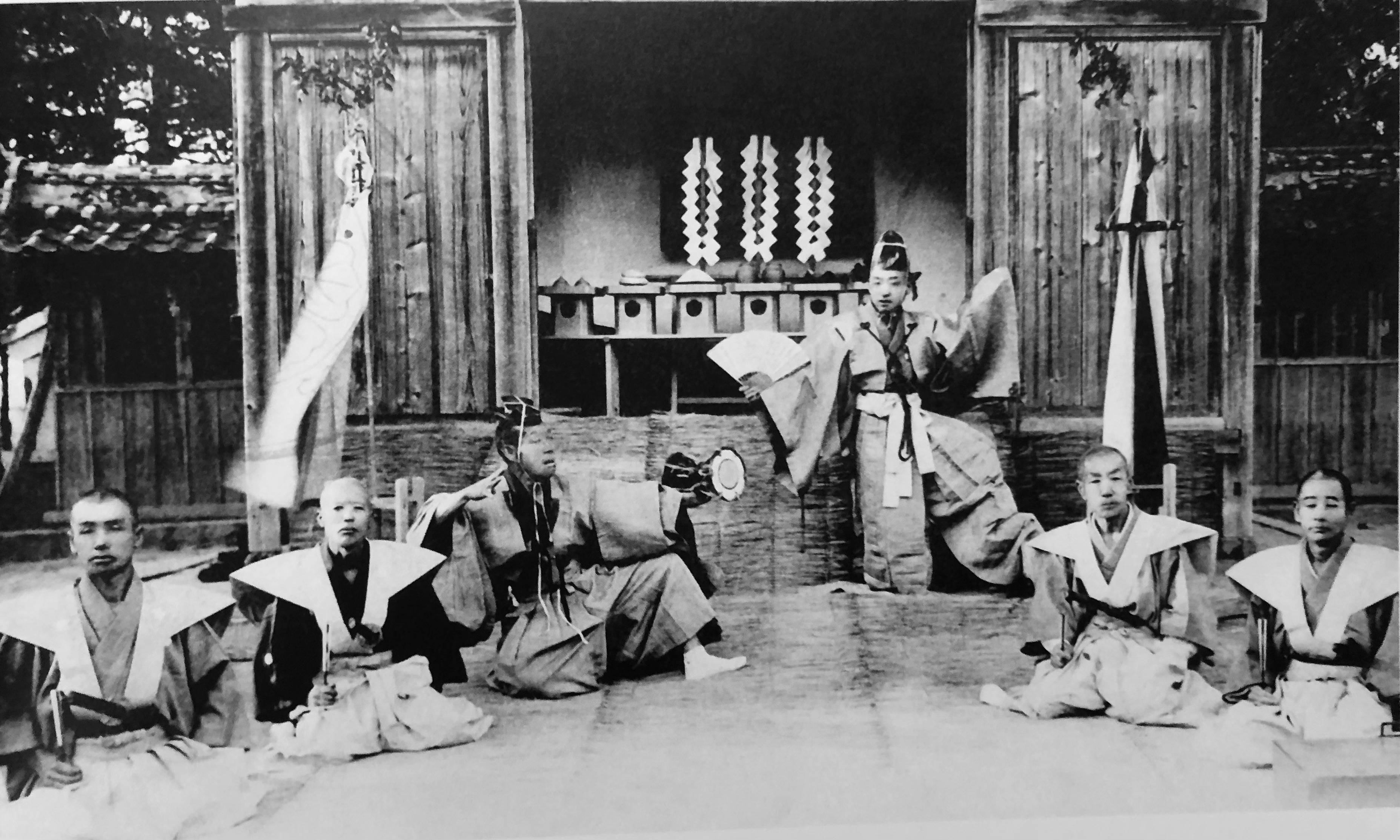
同年6月。六ツ美第三尋常高等小学校の校庭で披露された三河萬歳。
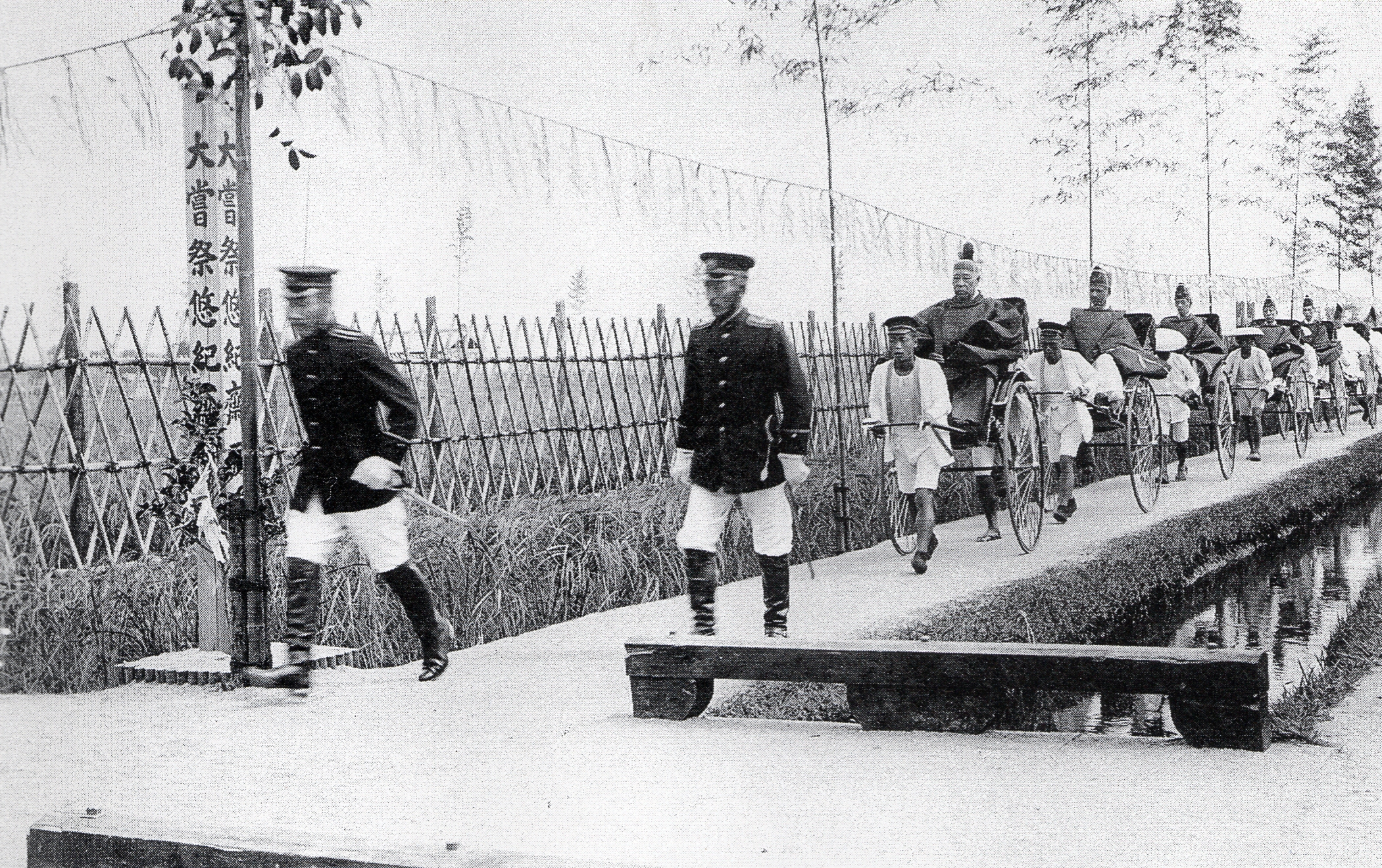
同年9月20日。抜穂式場に到着した勅使。
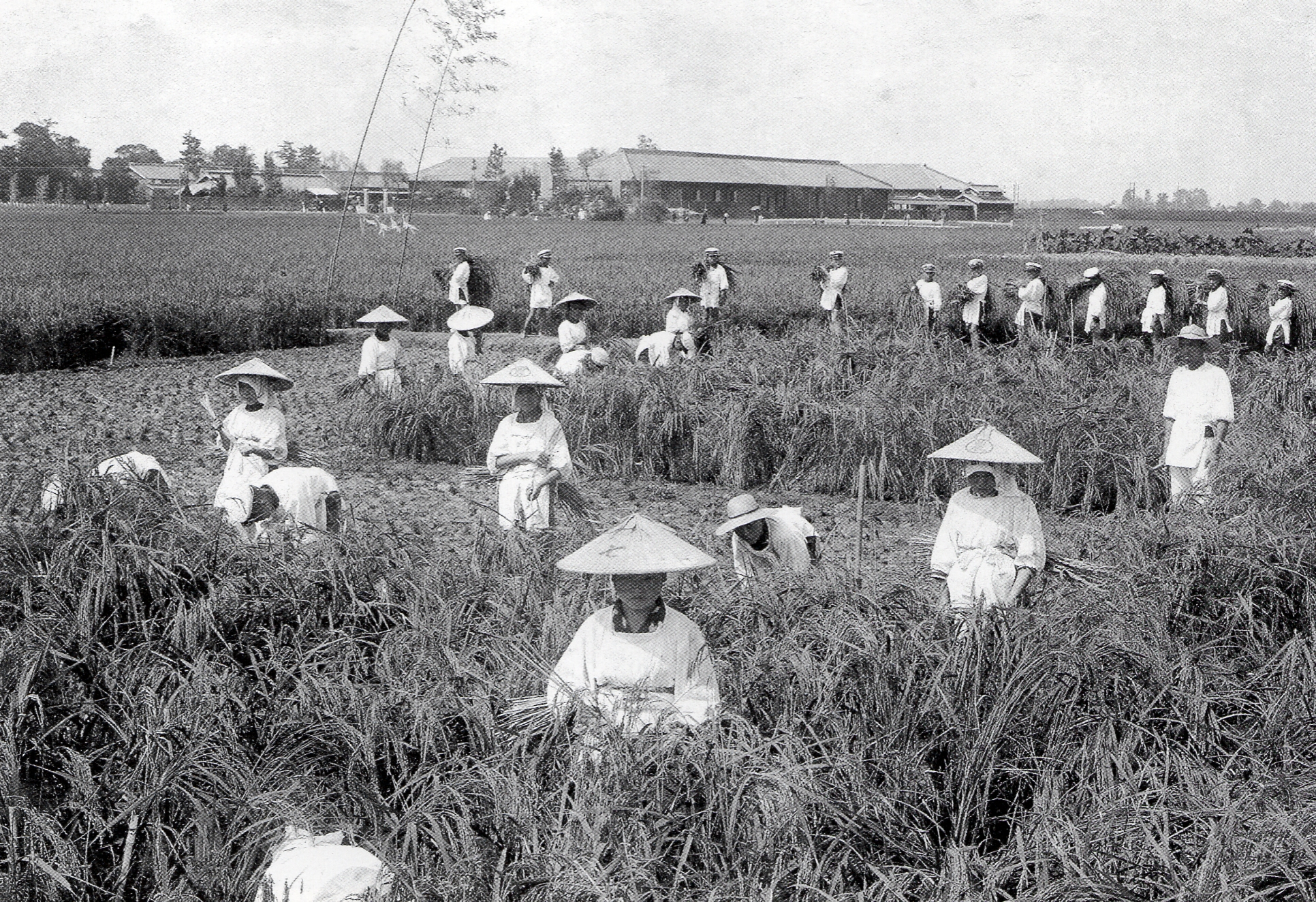
同年秋。稲わら刈り。

## その後の歴史

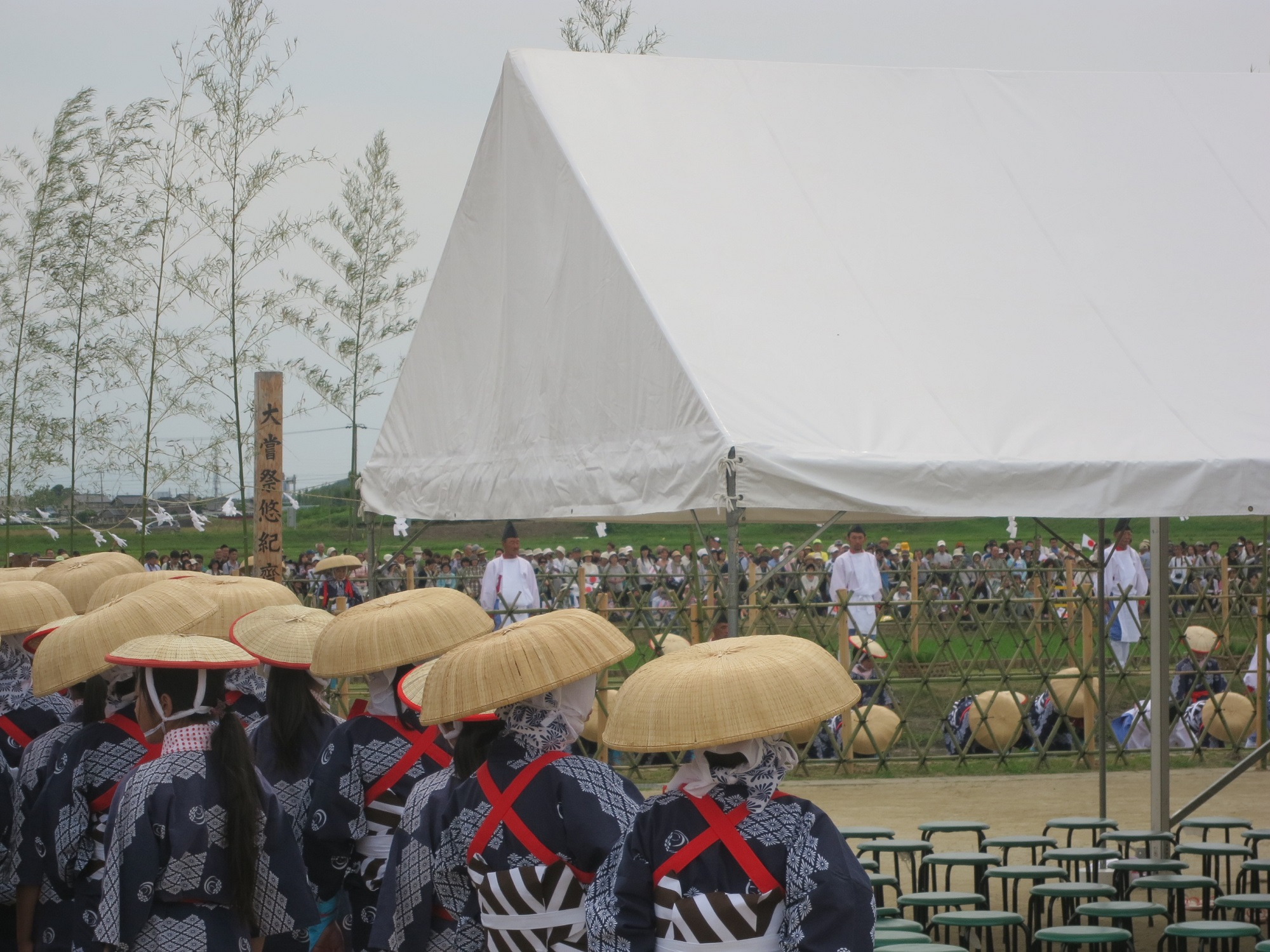
2015年6月7日に開催された「悠紀斎田100周年記念お田植えまつり」

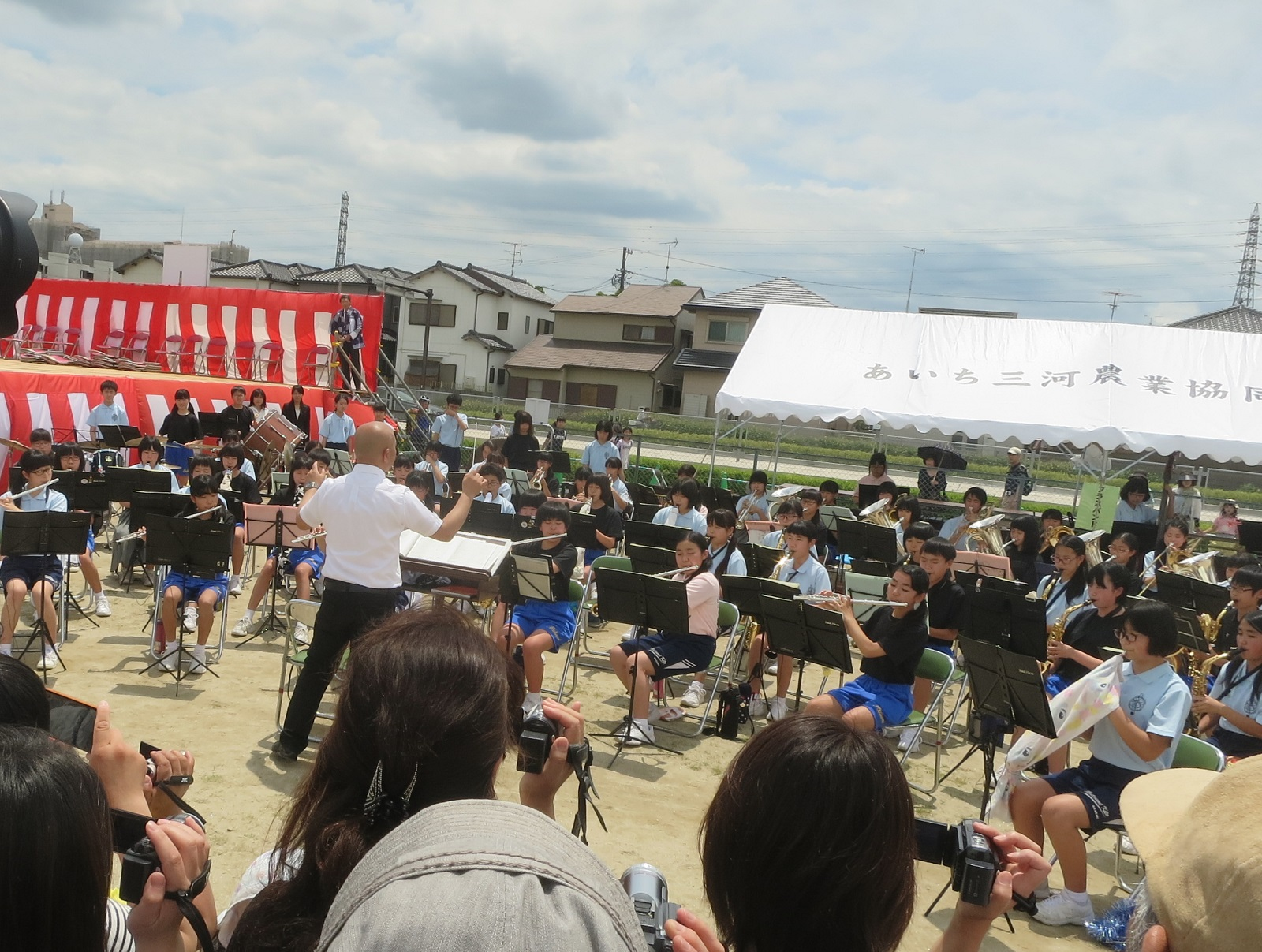
六ツ美中学校または六ツ美北中学校吹奏楽部による演奏

1919年（大正8年）10月、六ツ美村は悠紀斎田献穀の光栄を記念するため、役場（現・岡崎市役所六ツ美支所）の前に様々な農機具や記念物を陳列する「悠紀斎田記念館」を建設した。
1925年（大正14年）6月、10周年記念お田植えまつりが挙行。1929年（昭和4年）11月25日、高松宮宣仁親王が悠紀斎田跡地を訪れた際、六ツ美村大字下中島の八幡社境内で青年会員がお田植え踊りを披露。1940年（昭和15年）頃よりお田植え行事は八幡社境内で神事後模造苗で行われるようになった。戦中戦後の混乱期において斎田は六ツ美村立南部小学校の実習田として活用され、維持保存されていた。
1955年（昭和30年）頃よりお田植え行事は少しずつ再開されていく。1965年（昭和40年）5月31日、50周年記念お田植えまつりが挙行。1966年（昭和41年）3月10日、田植唄、踊り、用具、装束一式が岡崎市の無形民俗文化財に指定された。1967年（昭和42年）8月15日、岡崎市の補助を受け悠紀斎田記念祭が八幡社境内で挙行。
1972年（昭和47年）4月1日、「悠紀斎田保存会」が六ツ美中部、六ツ美北部、六ツ美南部、六ツ美西部の各学区の総代会を中心に組織された。事務所は岡崎市役所六ツ美支所に置かれた。1974年（昭和49年）から開催日が8月15日から7月中旬に変更。
1980年（昭和55年）、斎田跡地の水田約3畝においてお田植え式が復活。1981年（昭和56年）、開催日が現在の6月第1日曜日に定まる。
1987年（昭和62年）4月1日、六ツ美支所の隣に「六ツ美民俗資料館」が新しくオープンした。1995年（平成7年）6月4日、香川県綾上町（現・綾川町）の主基斎田保存会と交流提携協定書を締結。
2003年（平成15年）8月、悠紀の里コミュニティー（岡崎市地域交流センター六ツ美分館・悠紀の里）開設準備委員会が設立。
2006年（平成18年）3月、斎田は都市計画道路衣浦岡崎線の予定地にあったため、道路工事に伴い現在地に移転した。
2013年（平成25年）6月9日、岡崎市地域交流センター六ツ美分館・悠紀の里が一部オープン。同日、お田植えまつりも開催された。
2015年（平成27年）6月7日、100周年記念のお田植えまつりが開催された。式典には100周年を記念して、秋篠宮文仁親王と同妃紀子が出席した。この年収穫された白米は11月27日、秋篠宮邸ならびに八王子市の武蔵陵墓地に献上された。
2019年（令和元年）6月2日、お田植えまつりを開催する日に岡崎市は香川県綾川町と「斎田ゆかりの地交流提携」を締結した。
2020年（令和2年）は、新型コロナウイルス感染症拡大を受けて中止となった。

## 祭りの内容
開催時期は6月第1日曜日。岡崎市地域交流センター六ツ美分館・悠紀の里の斎田広場で行われる。田の広さは200平方メートル。お田植え神事に先立って岡崎市立六ツ美中学校または岡崎市立六ツ美北中学校の吹奏楽部の演奏がある（隔年交替）。
男奉耕者が鍬で田ならしをしたあと、神官によって清められた苗が田に投げ入れられる。苗の品種は大正4年の悠紀斎田で実際に使われた「萬歳」である。衣裳も大正当時と同じものが使われている。女性は藍色の着物に、菊菱と稲穂の丸の古代染め。男性は白の上衣に、浅藍色の短袴。お田植え唄の歌詞は5番まである。1番と2番の作者は熱田神宮宮司の岡部譲、3番と4番は早川龍介、5番は山崎延吉である。
悠紀斎田保存会、六ツ美南部小学校男子児童による太鼓とお田植え唄の披露があり、早乙女と同小学校女子児童が横一直線にならびお田植えをしていく。それと同時に六ツ美4学区女性部、六ツ美商工会女性部、女子児童らによるお田植え踊りが行われる。通常、お田植え踊りは竹矢来の外で行われるが、2017年（平成29年）は竹矢来の内側で行われた。
10月には収穫に伴うイベント「ゆき収穫祭」が開催されている。